# Jean Agélou

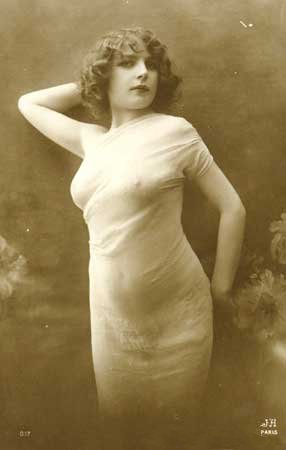
Jean Agélou: Fotografie modelky Fernande Barrey - Fernando, vpravo dole je značka JA Paris, 1910–1917

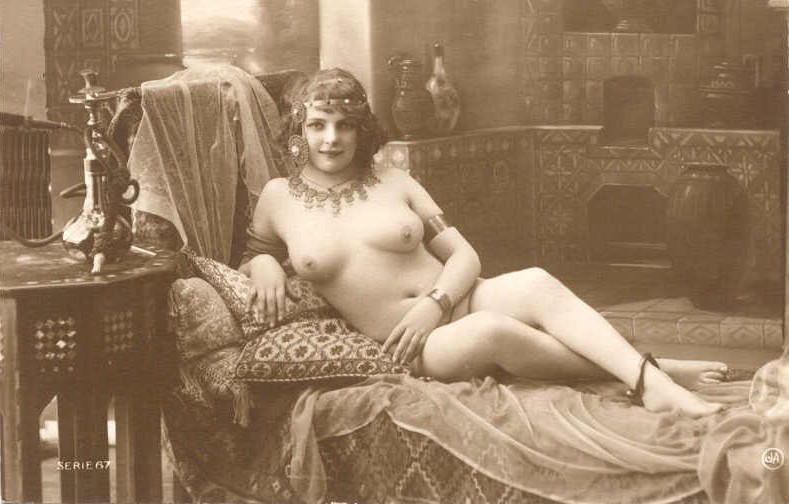
Fernando, 1910–1917

Jean Agélou (16. října 1878, Alexandrie, Egypt – 2. srpna 1921 Gien département Loiret Paříž) byl francouzský portrétní fotograf a fotograf aktů a erotických portrétů aktivní během prvních dvaceti let 20. století. Své fotografie podepisoval zkratkou JA. Jedna z jeho oblíbených modelek měla přezdívku Fernando.

## Životopis
O životě Jeana Agélou toho je známo velmi málo.
Své fotografie podepisoval "JA" a jednou z jeho oblíbených modelek byla slečna známá jako "Fernando" – prostitutka Fernande Barrey (1892–1960), která pro něho stála modelem a byla zároveň jeho milenkou. Agélovy snímky by se daly zařadit do kategorie „photographe de charme“, což je třída bývající špatně definována a není jednoznačná. Snímky byly pořízeny ve fotografickém studiu za přirozeného denního osvětlení, s kulisami a různými typy dekorů.
V roce 1917 se oženil s francouzskou malířkou japonského původu Tsuguharu Foujitou (1886–1968).
Počátek dvacátého století byl zlatým věkem erotické fotografie, jejich autoři se však skrývali za anonymitou. Fanouškům a sběratelům tohoto druhu umění byl známý podpis "JA".
Pohled na morální a etické záležitosti aktu se měnily v průběhu let. Stáří modelů se pohybovalo mezi 20 až 24 lety a bývalo vždy uvedeno. Objevila se občas modelka, které bylo pouze 14 let, v moderní době by autor pravděpodobně neunikl soudu. V té době musel být respektován zákon ze dne 16. března 1899, později – 7. dubna 1908 – byl vydán přísnější, podle kterých musely být erotické časopisy prodávány nebo dodávány v zapečetěných obálkách. Jednalo se v podstatě o erotické poštovní pohlednice, které pravděpodobně hrály velkou roli na příjmu fotografů.
V rámci cenzury v polovině roku 1908 byly všechny obrázky v časopisech retušovány, byly opatřovány závojem, modelkám byly přidávány kalhotky nebo se upravovaly a retušovalo pubické ochlupení. cenzura trvala až do začátku 70. let, s výjimkou Japonska, kde byla erotická fotografie stále ještě zakázána a samozřejmě také v zemích se silným náboženským založením.
Jean Agélou zemřel ve 43 letech při autonehodě se svým bratrem Georgem. George se staral o obchodní stránku firmy.

## Galerie

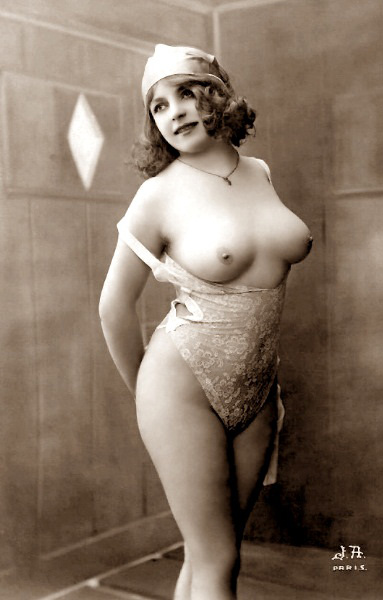
Modelka Fernande
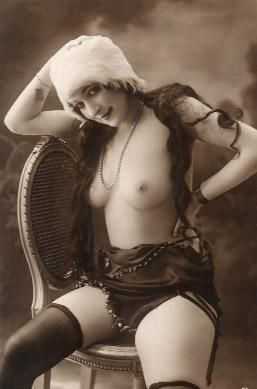
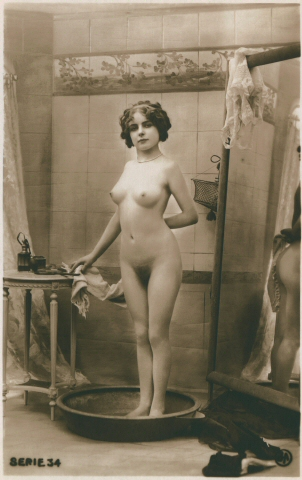
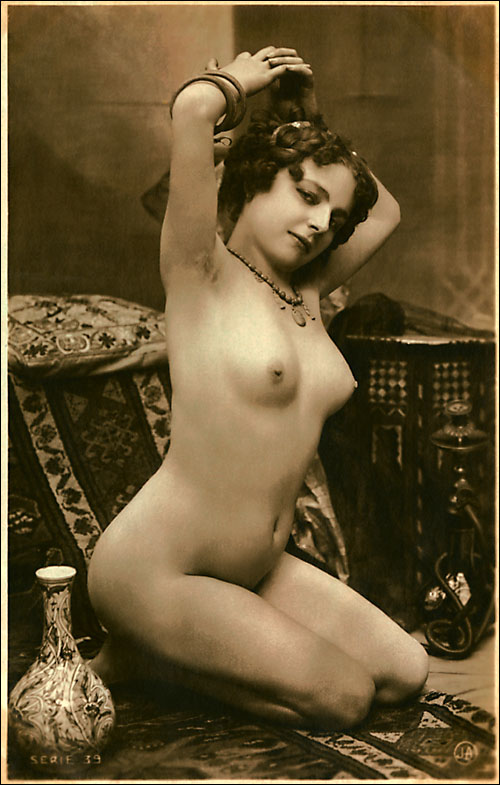
Modelka Fernande
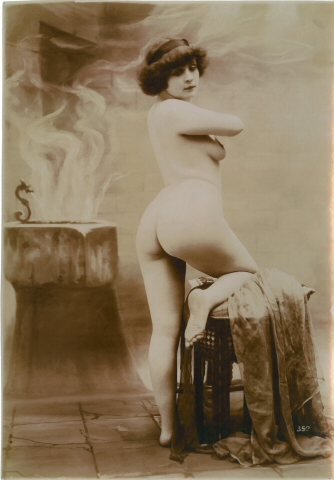
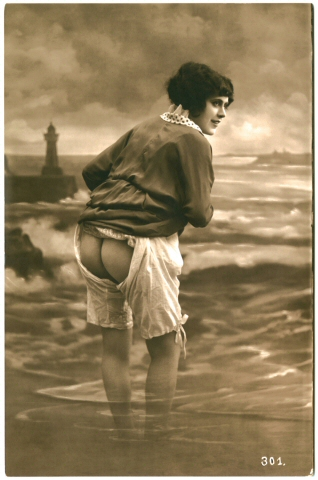
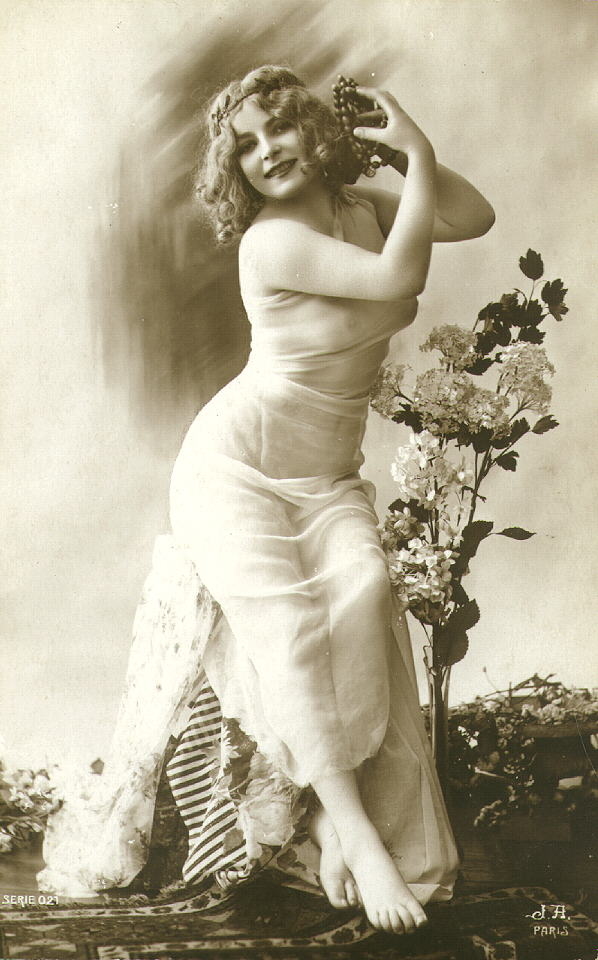
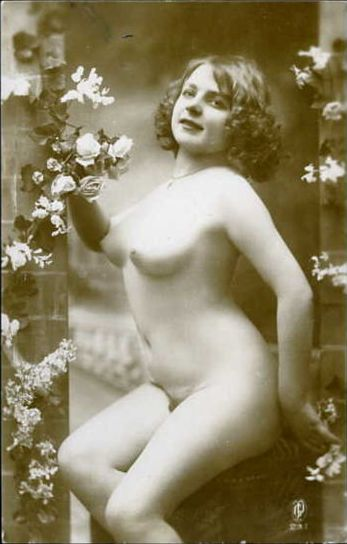
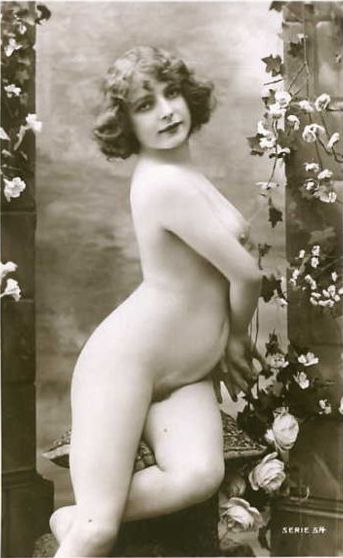
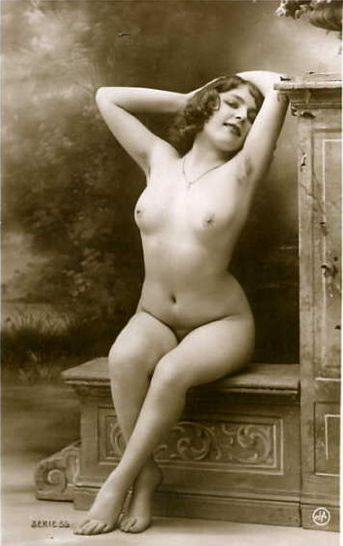
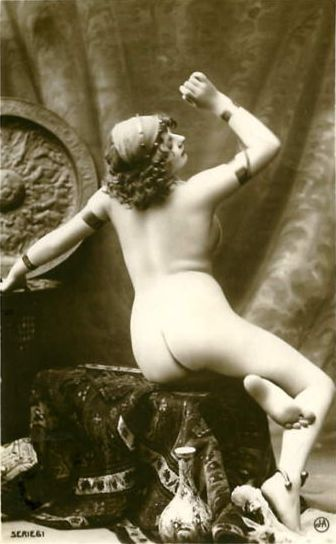
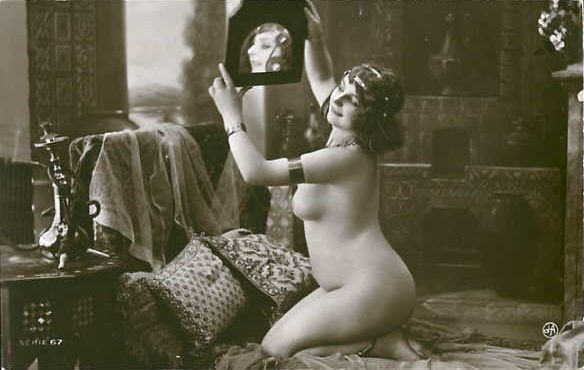
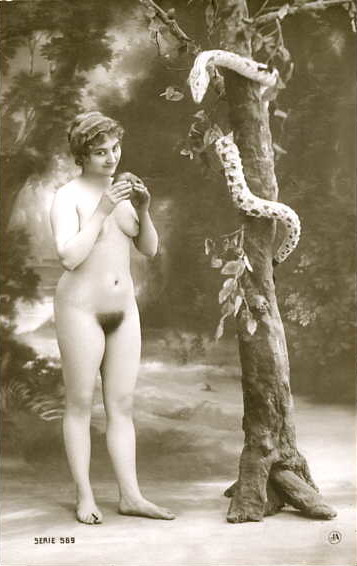
Eva trhá zakázané ovoce, 1910–1917
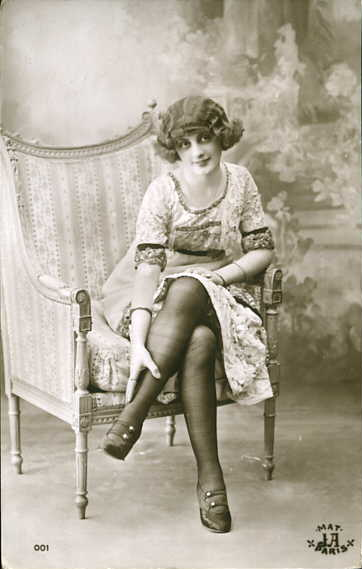
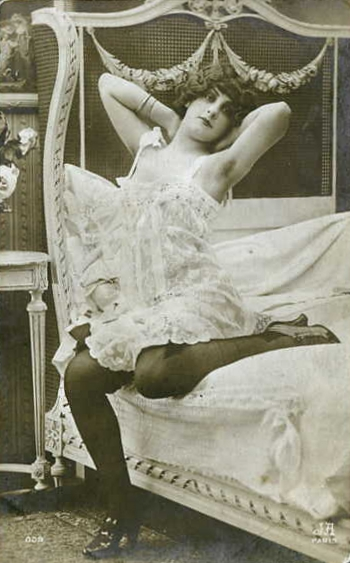
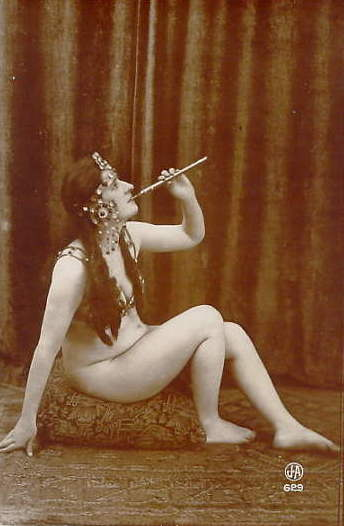
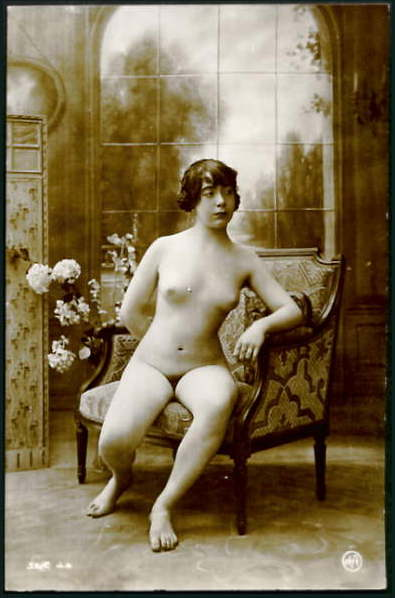
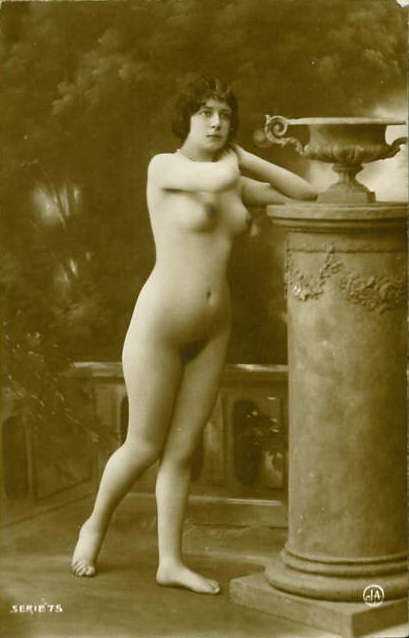
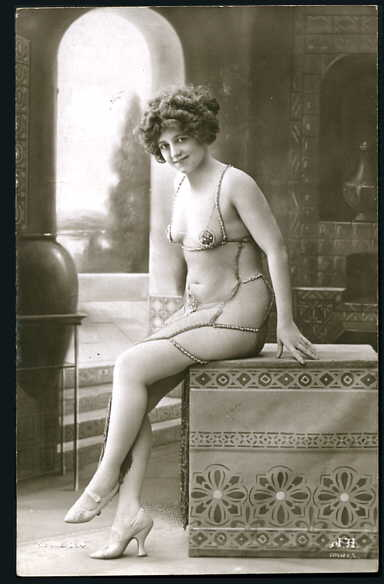
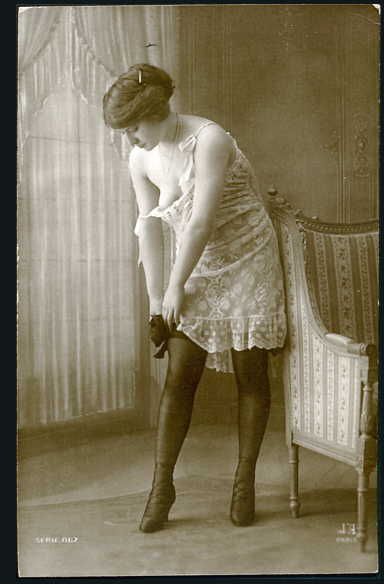
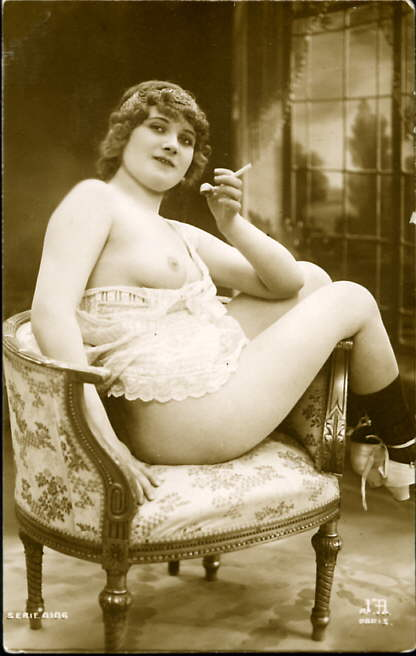
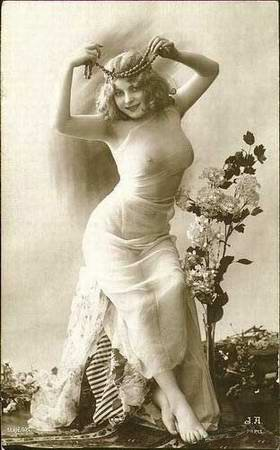
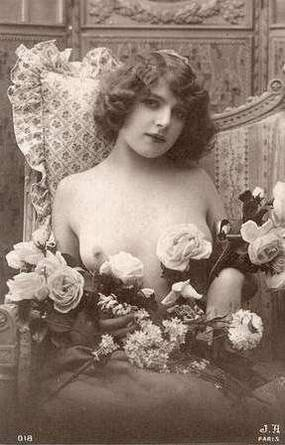
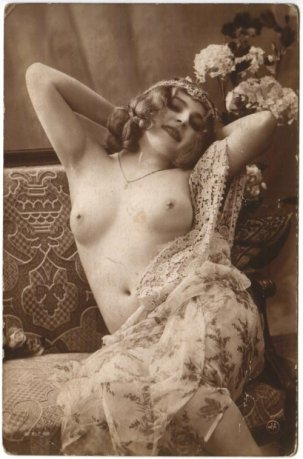
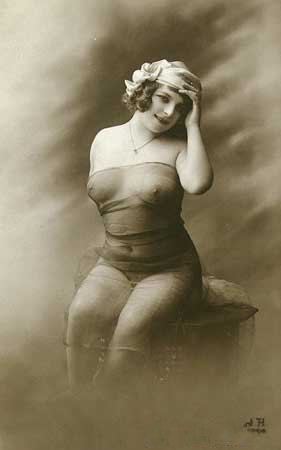
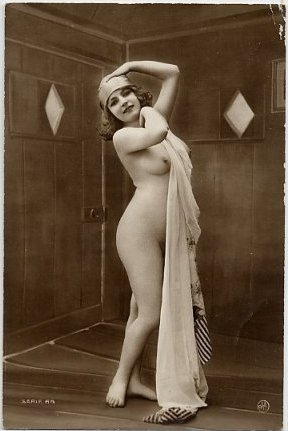
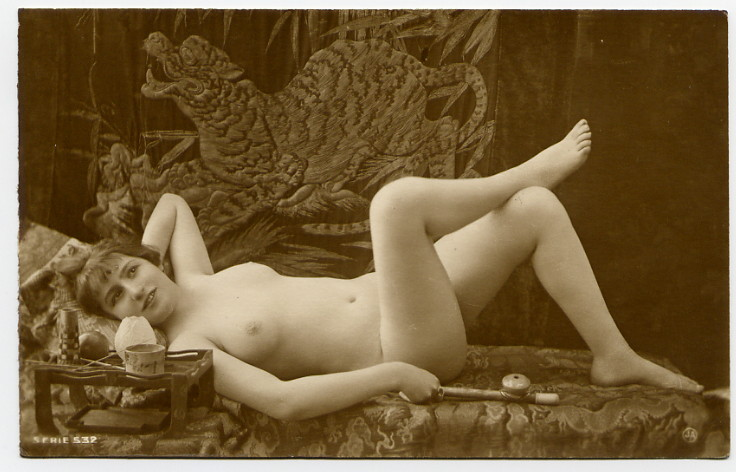
fumeuse d'opium, 1910
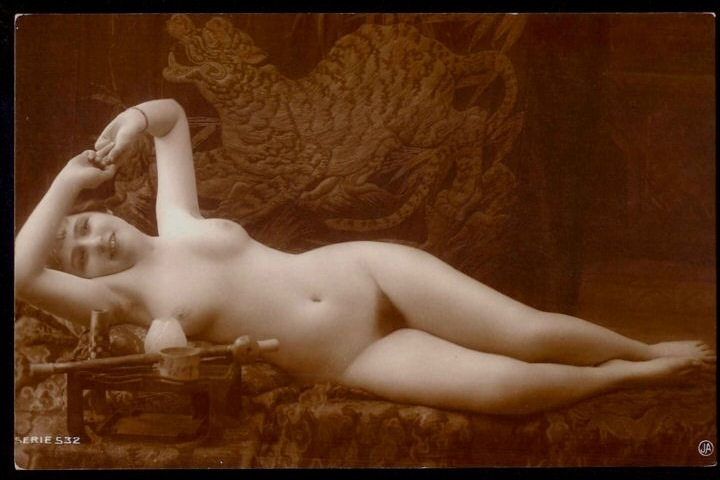
fumeuse d'opium, 1910
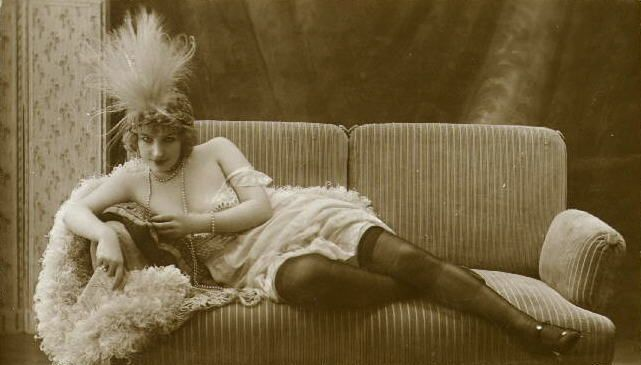
Maud d'Orby, chanteuse d'opéra
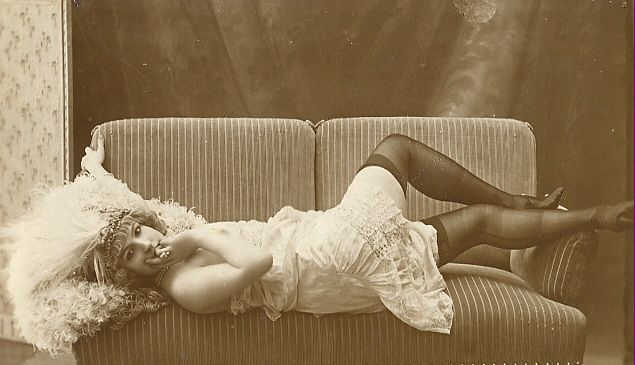
Maud d'Orby, chanteuse d'opéra
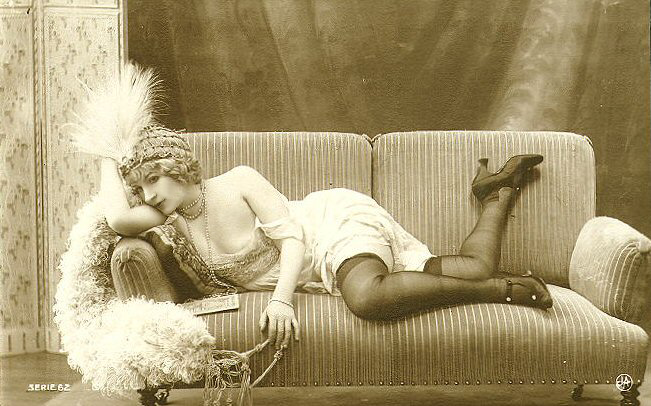
Maud d'Orby, chanteuse d'opéra